# Cmentarz żydowski w Toruniu
Cmentarz żydowski w Toruniu – nieczynny cmentarz wyznania judaistycznego w Toruniu. Znajduje się na Jakubskim Przedmieściu, na wzniesieniu przy obecnej ul. Kazimierza Pułaskiego.

## Historia
Nieznana jest data założenia cmentarza. Według źródeł istniał on od 1723 roku. Obecny cmentarz jest prawdopodobnie tożsamy z wymienionym w dokumentach z 1723 roku miejscem pochówku dla Żydów na gruntach miejskich przed bramą św. Jakuba. Z 1810 roku pochodzi wzmianka o szkodach, jakie na cmentarzu czyniło bydło wypasane przez mieszkańców przedmieść Jakubskiego i św. Katarzyny. Dzielił się on na cztery kwatery, porośnięte drzewami. Na cmentarzu znajdował się dom przedpogrzebowy, gospodarstwo ogrodnicze, mieszkanie stróża, pracownia kamieniarka, wozownia i stajnia. Według planów z lat 80. XIX wieku na cmentarzu znajdowało się sporo wolnego miejsca. 
W wyniku zmiany przebiegu ul. Kazimierza Pułaskiego w 1925 roku dokonano nieznacznej korekty terenu. W latach 30. XIX wieku za miejsce na cmentarzu płacono od 10 do 500 złotych, za postawienie pomnika do 1000 złotych.
Gmina żydowska zakupiła grunt w sąsiedztwie cmentarza, na wypadek jego ewentualnego powiększenia.
Podczas II wojny światowej cmentarz pozostał w stanie nienaruszonym. Niemieckie władze okupacyjne planowały zlikwidowanie cmentarza. Po 1945 roku, w wyniku nieprzywrócenia gminy żydowskiej w Toruniu, cmentarz popadł w zapomnienie i degradację. Pomniki były kradzione. Według relacji mieszkańców Torunia, skradzione nagrobki posłużyły jako materiał na tablicę pamiątkową upamiętniającą Juliana Nowickiego (przekaz ten został zdementowany przez regionalistkę Katarzynę Kluczwajd). Po 1956 roku opiekę nad cmentarzem sprawował Zarząd Zieleni Miejskiej.
W 1966 roku zdecydowano się na likwidację cmentarza. Faktycznie cmentarz zlikwidowano w grudniu 1975 roku. W czasie likwidacji Pracownia Konserwacji Zabytków przeprowadziła inwentaryzację grobów. Obok kilkunastu bezimiennych grobów zachowały się nagrobki z inskrypcjami, głównie po hebrajsku i niemiecku. Zgodnie z wymogami religijnymi wszystkie miały ujednolicone wymiary. Najstarszy nagrobek pochodził z 1847 roku i upamiętniał Meira Gurmana. Opisano również nagrobki Karoliny Meir i Dawida Kojfmana z 1861 roku, Mosze Szlomo Kaliszera i Ernstine Rewaldt z lat 60. XIX wieku. Przeznaczone do zniszczenia nagrobki sfotografowano. Po 1975 roku, pomimo zagospodarowania terenu, deszcze wypłukiwały szczątki pochowanych.
Jedyną pozostałością po cmentarzu są pochodzące z lat 80. XIX wieku zabudowania. Wygląd nagrobków jest znany dzięki fotografiom zrobionym w 1975 roku przez Bohdana Horbaczewskiego z Pracowni Konserwacji Zabytków. W 1991 roku teren cmentarza wpisano do rejestru zabytków. Jesienią 2009 roku uporządkowano teren cmentarza. W listopadzie 2009 roku na terenie dawnego cmentarza odsłonięto pomnik upamiętniający społeczną żydowską w Toruniu. W tym samym czasie na jednym z cmentarzy katolickich odnaleziono nagrobek pochodzący z cmentarza żydowskiego. grudniu 2010 roku na terenie cmentarza ustawiono tablice upamiętniające zlikwidowany cmentarz.